# Nataf
Nataf (hebr.: נטף) – wieś położona w samorządzie regionu Matte Jehuda, w Dystrykcie Jerozolimy, w Izraelu.
Leży w górach Judei w odległości 15 km na zachód od Jerozolimy. Leży przy granicy terytoriów Autonomii Palestyńskiej.

## Historia
Osada została założona w 1982.